# Kheireddine
Kheireddine là một đô thị thuộc tỉnh Mostaganem, Algérie. Dân số thời điểm năm 2002 là 22.241 người.